# Exidmonea zagorseki
Exidmonea zagorseki är en mossdjursart som beskrevs av Ramalho, Muricy och Taylor 2009. Exidmonea zagorseki ingår i släktet Exidmonea och familjen Tubuliporidae. Inga underarter finns listade i Catalogue of Life.